# Van-Emde-Boas-Vorrangwarteschlange
In der Informatik ist die Van-Emde-Boas-Vorrangwarteschlange, welche nach ihrem Erfinder Peter van Emde Boas benannt ist, eine effiziente Implementierung einer Vorrangwarteschlange, bei welcher die Aktionen Einfügen, Löschen, GetMinimum usw. eine Laufzeit von O (log log N) aufweist, wobei N die Anzahl der möglichen Schlüssel darstellt.

## Aufbau
Eine Van-Emde-Boas-Vorrangwarteschlange besteht aus einer k-Struktur T, wobei k die Anzahl der Bits angibt, die ein jedes Element zur Darstellung höchstens benötigen darf, mit folgenden Eigenschaften:
- T.size: Anzahl aller Elemente, welche in der Vorrangwarteschlange aktuell gespeichert sind
- T.list: Doppelt verkettete Liste, die die gespeicherten Schlüssel in aufsteigender Reihenfolge enthält
- T.b: Ein Bitvektor mit T.b[i]={\displaystyle {\begin{cases}1&i\in T.list\\0&sonst\\\end{cases}}}
- T.p: Ein Vektor von Zeigern auf die Elemente von T.list. Wenn T.b[i]=1, dann zeigt T.p[i] auf i in T.list.
- T.top: Die gleiche hier beschriebene k/2-Struktur, welche die vordere Hälfte der Bits aller in T.list enthaltenen Schlüssel enthält
- T.bottom: Ein Feld mit k/2-Strukturen, welche jeweils einen Eintrag enthalten für die Elemente von T.top, mit dem Inhalt der hinteren Hälfte der Bits, die zu der vorderen Hälfte zugehörig ist.

## Beispiel
Sei {\displaystyle k=4}, die Schlüsselmenge {\displaystyle S=\{2,3,7,10,13\}}.
- Dann ist T.size{\displaystyle =5}
- T.list enthält die Schlüssel aus S in aufsteigender Reihenfolge doppelt verkettet.
- T.b[2]{\displaystyle =}T.b[3]{\displaystyle =}T.b[7]{\displaystyle =}T.b[10]{\displaystyle =}T.b[13]{\displaystyle =1}.
- T.p[2] zeigt auf {\displaystyle 2} in T.list, T.p[3] auf {\displaystyle 3} usw.

Für T.top und T.bottom müssen die Binärwerte der gespeicherten Zahlen betrachtet werden. {\displaystyle 2_{10}=0010_{2}}, {\displaystyle 3_{10}=0011_{2}}, {\displaystyle 7_{10}=0111_{2}}, {\displaystyle 10_{10}=1010_{2}}, {\displaystyle 13_{10}=1101_{2}}.
- T.top ist 2-Struktur für die Werte {\displaystyle \{00_{2},01_{2},10_{2},11_{2}\}=\{0,1,2,3\}}.
- T.bottom hat 4 Einträge (jeweils einen für jedes Element aus T.top) mit
  - T.bottom[0] {\displaystyle =\{10_{2},11_{2}\}=\{2,3\}},
  - T.bottom[1] {\displaystyle =\{11_{2}\}=\{3\}},
  - T.bottom[2] {\displaystyle =\{10_{2}\}=\{2\}},
  - T.bottom[3] {\displaystyle =\{01_{2}\}=\{1\}}.

Ein Schlüssel {\displaystyle x} mit {\displaystyle x>=16} kann in dieser 4-Struktur nicht gespeichert werden, da {\displaystyle 2^{4}=16} und somit mehr als 4 Bits zur Speicherung nötig wären.